# Торговый план торгового развлекательного центра
Торговый план торгового развлекательного центра (ТРЦ) — это поэтажные планы ТРЦ, на которых произведена «нарезка» арендопригодных площадей под магазины, кафе и рестораны, развлекательные центры и других арендаторов, продающих товары и услуги, которые закрашиваются цветом группы арендатора. Распределение торговых площадей производится на основании предварительно разработанной концепции ТРЦ.
Все арендаторы разделяются на группы (категории), которые различают по цвету (например, жёлтый — продуктовый магазин, красный — арендаторы ресторанного дворика, коричневый — обувь, … Единых цветовых правил пока нет.).
На основании торгового плана формируется — арендный план. Торговый план и арендный план являются основополагающими документами в процессе подбора арендаторов. Подбором арендаторов занимаются службы аренды, созданные в компании девелопера или в Управляющей компании ТРЦ (если ТРЦ достаточно крупный). Часто работу подбора арендаторов для ТРЦ- брокеридж, поручают консалтинговым компаниям.

## Категории арендаторов
- Якорный арендатор
- Товары для дома
- Бытовая техника и компьютеры
- Мебель
- Потребительские товары
- DIY
- Услуги
- Кафе и рестораны
- Развлечения